# Le Dernier des Pélicans
Pour plus de détails, voir Fiche technique et Distribution.
Le Dernier des Pélicans est un film français réalisé par Marco Pico, sorti en 1996.

## Fiche technique
- Titre : Le Dernier des Pélicans
- Réalisation : Marco Pico
- Scénario : Marco Pico
- Photographie : François Lartigue
- Musique : Jean-Marie Sénia
- Pays d'origine :  France
- Durée : 105 minutes
- Date de sortie : France, 1996

## Distribution
- Jacques Denis
- Michel Aumont
- Simon Abkarian
- Christine Murillo
- Ann-Gisel Glass

## Sélection
- 1996 : Festival de Cannes (programmation ACID)